# Fujieda MYFC
Maillots
Actualités
Le Fujieda MYFC (en japonais : 藤枝MYFC/Fujieda Maiefushī) est un club japonais de football fondé en 2009 et basé dans la ville de Fujieda, Shizuoka.
Il est financé par des abonnés en ligne et est le premier du genre au Japon.
Le club a passé deux saisons dans la Japan Football League avant de voir sa candidature acceptée en 2013 pour participer à la saison inaugurale de la J3 League en 2014.

## Histoire
Le club actuel a été formé en 2010 par la fusion de deux clubs, le Fujieda Nelson (du nom du deuxième prénom brésilien de Daishiro Yoshimura) et le Shizuoka FC. Le projet My Football Club a acheté le Fujieda Nelson CF en 2008 et l'a renommé Fujieda MYFC. Puis en 2010, My Football Club a acheté le Shizuoka FC et a fusionné les deux clubs pour former le Shizuoka Fujieda MYFC. Toshihide Saito a été nommé joueur/manager du club.
Lors de sa première saison, le club a terminé 1er de la division 1 de la Ligue Tokai, mais a été éliminé de la série de promotion de la Ligue régionale.
En 2011, ils ont pris la deuxième place dans la série de promotion de la Ligue régionale et ont donc remporté la promotion de la Ligue japonaise de football pour la première fois, devenant ainsi le troisième représentant de la préfecture dans les ligues nationales. Ils ont ensuite abandonné le Shizuoka de leur nom et sont devenus simplement Fujieda MYFC.
En 2012, le club a terminé sa première saison dans la Ligue japonaise de football à la 11e place et a donc assuré sa place dans la division pour la saison 2013 suivante.
Après avoir terminé 13e de la Japan Football League en 2013, le club a été accepté dans la première J3 League qui a concouru en 2014. À la suite de l'acceptation du club, le joueur/manager Toshihide Saito a décidé de quitter le club.
Le 7 janvier 2014, Musashi Mizushima a été nommé directeur, à la suite de la démission de Saito.

## Palmarès
| Compétitions nationales                                 | Compétitions internationales |
| - Championnat du Japon de D3 (0) - Vice-champion : 2022 | - Néant                      |

## Joueurs et personnalités du club

### Entraîneurs
Le tableau suivant présente la liste des entraîneurs du club depuis 2009.
| Rang | Nom                | Période   |
| ---- | ------------------ | --------- |
| 1    | Kunishige Kamamoto | 2009-2010 |
| 2    | Toshihide Saito    | 2010-2013 |
| 3    | Musashi Mizushima  | 2014      |

| Rang | Nom               | Période   |
| ---- | ----------------- | --------- |
| 4    | Atsuto Oishi      | 2015-2018 |
| 5    | Nobuhiro Ishizaki | 2018-2021 |
| 6    | Yasuharu Kurata   | 2021      |

| Rang | Nom          | Période     |
| ---- | ------------ | ----------- |
| 7    | Daisuke Sudo | depuis 2021 |

### Présidents
- Jun Koyama

## Bilan saison par saison
Ce tableau présente les résultats par saison du Fujieda MYFC dans les diverses compétitions nationales depuis la saison 2014.
| Saison | Championnat | Championnat | Championnat | Championnat | Championnat | Championnat | Championnat | Championnat | Championnat | Championnat | Coupe du Japon | Coupe de la Ligue |
| Saison | Division    | Pos         | Pts         | J           | V           | N           | D           | BP          | BC          | Diff.       | Coupe du Japon | Coupe de la Ligue |
| ------ | ----------- | ----------- | ----------- | ----------- | ----------- | ----------- | ----------- | ----------- | ----------- | ----------- | -------------- | ----------------- |
| 2014   | J3 League   | 11e         | 30          | 33          | 7           | 9           | 17          | 36          | 52          | -16         | 2e tour        | -                 |
| 2015   | J3 League   | 10e         | 37          | 36          | 11          | 4           | 21          | 37          | 61          | -24         | 3e tour        | -                 |
| 2016   | J3 League   | 7e          | 45          | 30          | 14          | 3           | 13          | 48          | 42          | +6          | -              | -                 |
| 2017   | J3 League   | 7e          | 47          | 32          | 12          | 11          | 9           | 50          | 43          | +7          | -              | -                 |
| 2018   | J3 League   | 16e         | 34          | 32          | 10          | 4           | 18          | 32          | 48          | -16         | -              | -                 |
| 2019   | J3 League   | 3e          | 63          | 34          | 18          | 9           | 7           | 42          | 31          | +11         | -              | -                 |
| 2020   | J3 League   | 10e         | 49          | 34          | 14          | 7           | 13          | 48          | 44          | +4          | -              | -                 |
| 2021   | J3 League   | 10e         | 32          | 28          | 8           | 8           | 12          | 42          | 42          | 0           | -              | -                 |
| 2022   | J3 League   | 2e          | 67          | 34          | 20          | 7           | 7           | 58          | 29          | +29         | 1er tour       | -                 |
| 2023   | J2 League   | 12e         | 52          | 42          | 14          | 10          | 18          | 61          | 72          | -11         | 2e tour        | -                 |
| 2024   | J2 League   | 13e         | 46          | 38          | 14          | 4           | 20          | 38          | 57          | -19         | 3e tour        | 1er tour          |
| Saison | Division    | Pos         | Pts         | J           | V           | N           | D           | BP          | BC          | Diff.       | Coupe du Japon | Coupe de la Ligue |
| Saison | Championnat |             |             |             |             |             |             |             |             |             | Coupe du Japon | Coupe de la Ligue |